# Kateřina Brožová
Kateřina Brožová, née le 9 février 1968 à Prague, est une actrice, animateur de télévision et chanteuse tchèque. Elle est connue en France pour avoir interprété le rôle de Caroline dans les trois premiers épisodes de la saga La Caverne de la Rose d'Or.

## Biographie
Kateřina Brožová est issue d'une famille d'artistes dont plusieurs membres étaient déjà chanteurs ou acteurs. Elle fait ses débuts dans la comédie familiale à l'âge de 14 ans, en 1984, dirigée par Vít Olmer dans Stav ztroskotání. En 1991, elle étudie le théâtre à la Faculté de théâtre et la même année, obtient le rôle de Caroline dans la mini-série La Caverne de la Rose d'Or. Elle réinterprète son rôle dans les épisodes 2 et 3.
Elle poursuit le théâtre, anime des émissions de télévision et double quelques films et séries télé.

## Filmographie partielle

### Cinéma
- 1984 : Stav ztroskotání de Vít Olmer

### Télévision
- 1991-1993 : La Caverne de la Rose d'Or de Lamberto Bava
- 1995 : L'affaire Dreyfus d'Yves Boisset (téléfilm)
- 1995 : Printemps de feu de Claude Boissol (téléfilm)
- 2013 : Crossing Lines de Edward Allen Bernero (série télévisée)
- 2016 : Doktorka Kellerová d'Albert Vlk (série télévisée)